# Fédération ougandaise de rugby à XV
La Fédération ougandaise de rugby à XV (officiellement en anglais : Uganda Rugby Union) est l'instance qui régit l'organisation du rugby à XV et du rugby à sept en Ouganda.

## Historique
En 1953, la Rugby Football Union of East Africa regroupe l'organisation commune du rugby au Kenya, en Ouganda et au Tanganyika, tous trois territoires de l'Empire britannique. Une fédération régionale dédiée au territoire de l'Ouganda, la Uganda Rugby Football Union, est par la suite créée en 1955. Après l'indépendance du pays en 1962, elle conserve son statut de fédération nationale.
Elle intègre en 1988 la Fédération internationale de rugby amateur avant d'en être radiée en en 1990 pour non-respect des critères d'adhésion.
La fédération devient en juillet 1997 membre de l'International Rugby Board, organisme international du rugby,. Elle intègre ensuite en 2000 la Confédération africaine de rugby, organisme régissant le rugby sur le continent africain.
Elle est également membre du Comité olympique de l'Ouganda.

## Identité visuelle

Évolution du logo
Ancien logo abandonné en 2022.
Logo depuis 2022.

## Présidents
Parmi les personnes se succédant au poste de président de la fédération, on retrouve :
- 2006-2013 : William Frederick Blick[9]
- Godwin Kayangwe[10]